# 보이 미트 월드
《보이 미트 월드》(영어: Boy Meets World)는 1993년부터 2000년까지 방영된 시트콤이다.

## 같이 보기
- 라일리의 세상